# Coniferylalkohol
Coniferylalkohol ist ein Phenylpropanoid. Es ist das Aglycon des Coniferins und Bestandteil von Nadelholz-Lignin.

## Gewinnung
Die erste Charakterisierung gelang Theodor Hartig 1861 im Cambialsaft der Lärche. Der Holzmindener Apotheker Wilhelm Kubel identifizierte 1866 das Glucosid des Coniferylalkohols. Die Gewinnung gelang erstmals 1874 F. Tiemann und W. Haarmann durch saure Hydrolyse des Glucosids Coniferin oder heute durch das Enzym Emulsin (eine β-Glucosidase).

## Biochemie
Coniferylalkohol ist ein Stoffwechselintermediat bei der Biosynthese von Eugenol.